# Okręg wyborczy Manchester Cheetham
Okręg wyborczy Manchester Cheetham powstał w 1950 r. i wysyłał do brytyjskiej Izby Gmin jednego deputowanego. Okręg położony był w Manchesterze. Został zlikwidowany w 1974 r.

## Deputowani do brytyjskiej Izby Gmin z okręgu Manchester Exchange
- 1950–1974: Harold Lever, Partia Pracy